# هری اورت
هری اورت (انگلیسی: Harry Everett؛ 11 November 1920 – ۱۹۹۸ (۷۷−۷۸ سال)) بازیکن فوتبال بود.
از باشگاه‌هایی که در آن بازی کرده‌است می‌توان به باشگاه فوتبال منزفیلد تاون اشاره کرد.